# Zdeněk Štefek
Zdeněk Štefek (* 30. prosince 1974 Praha) je český politik, počítačový technik a manažer, v letech 2004 až 2008, 2012 až 2020 a opět od roku 2024 zastupitel Středočeského kraje (v letech 2012 až 2016 navíc radní kraje), v letech 2001 až 2005 předseda Komunistického svazu mládeže, člen KSČM.

## Život
V letech 1989 až 1993 vystudoval obor elektrotechnická a sdělovací zařízení na Střední průmyslové škole elektrotechnické Ječná 30 na Praze 2. Následně v letech 1993 až 1997 absolvoval bakalářský obor výpočetní technika na Fakultě elektrotechnické Českého vysokého učení technického v Praze (získal titul Bc.). Studia pak zakončil v letech 1997 až 1999 oborem ekonomika a řízení na téže fakultě (získal titul Ing.).
Pracoval při studiu jako skladník elektrosoučástek, člen týmu tvořícího software pro banky, prodejce párků či zmrzlin a akvizitor či pomocník účetního. Od roku 1998 soukromě podniká ve službách v oblasti administrativní správy a službách organizačně hospodářské povahy u fyzických a právnických osob. V letech 2002 až 2003 byl zaměstnancem společnosti ACTEC, ve které zastával pozici IT technika a správce sítě. Ve stejnou dobu rovněž pracoval jako správce sítě letecké společnosti.
Zdeněk Štefek je opětovně ženatý a má dva syny, trvalý pobyt má ve městě Buštěhrad na Kladensku. Angažuje se jako předseda spolku Rodiče nejen dětem. Hovoří anglicky, německy a rusky. Mezi jeho zájmy patří astronomie, elektrotechnika, počítače, hra na kytaru a příroda.
Kultuře se věnoval i jako gestor klubu KSČM pro kulturu v zastupitelstvu Středočeského kraje (2004–2008), jako radní pro oblast kultury a památkové péče Středočeského kraje (2012–2016), jako místopředseda a poté předseda výboru pro památkovou péči, kulturu a cestovní ruch (od 2016). V rámci svých aktivit působil jako místopředseda i v Komisi Rady Asociace krajů pro kulturu, památkovou péči a cestovní ruch, v pracovní skupině pro přípravu dotačních titulů IROP pro kulturu či v pracovní skupině MK pro iDemus, věnoval se i legislativě v oblasti kultury.

## Politické působení
V roce 1995 vstoupil do KSČM. V letech 1999 až 2008 byl členem OV KSČM v Praze 6 a dále pak členem Pražské rady KSČM. Od roku 2008 je členem Okresní organizace KSČM Praha-východ a od roku 2012 pak jejím místopředsedou. Od roku 2012 je též členem Ústředního výboru KSČM.
V letech 2003 až 2012 byl zaměstnancem Ústředního výboru KSČM, nejprve jako správce sítě (2003 až 2009) a později jako vedoucí Úseku organizačně technického zabezpečení informačního systému (2009 až 2012). Pro stranu však již v podstatě pracoval v letech 1999 až 2002 jako asistent poslance Poslanecké sněmovny PČR Stanislava Fischera.
V letech 1996 až 2008 se angažoval jako člen Komunistického svazu mládeže. V letech 1997 až 2001 byl jeho 1. místopředsedou a v letech 2001 až 2005 mu předsedal. Mezi lety 2005 až 2008 pak působil jako tajemník svazu.
V komunálních volbách v roce 1998 kandidoval jako člen KSČM za subjekt Sdružení KSČM, SDS, NK do Zastupitelstva města Buštěhradu na Kladensku, ale neuspěl. Mandát nezískal ani na samostatné kandidátce KSČM ve volbách v letech 2002 a 2006.
V krajských volbách v roce 2004 byl za KSČM zvolen zastupitelem Středočeského kraje. Ve volbách v roce 2008 se mu však nepodařilo mandát obhájit. V letech 2004 až 2012 navíc působil jako člen Komise pro zahraniční spolupráci Rady Středočeského kraje. Krajským zastupitelem se znovu stal ve volbách v roce 2012. V listopadu 2012 byl navíc zvolen radním kraje pro oblast kultury a památkové péče. Ve volbách v roce 2016 byl lídrem kandidátky KSČM ve Středočeském kraji. Mandát krajského zastupitele obhájil, skončil však v pozici radního kraje. Od podzimu 2017 pracoval jako předseda Výboru pro památkovou péči, kulturu a cestovní ruch.
Za KSČM také kandidoval zatím pětkrát ve Středočeském kraji ve volbách do Poslanecké sněmovny PČR, ale ani jednou v letech 1998, 2002, 2006, 2010 a 2013 neuspěl. Ve volbách do Evropského parlamentu v roce 2004 kandidoval za KSČM na 10. místě její kandidátky, ale rovněž neuspěl.
Ve volbách do Senátu PČR v roce 2016 kandidoval za KSČM v obvodu č. 28 – Mělník. Se ziskem 7,18 % hlasů skončil na 5. místě a do druhého kola nepostoupil. Ve volbách do Evropského parlamentu v květnu 2019 kandidoval na 7. místě kandidátky KSČM, ale nebyl zvolen.
V krajských volbách v roce 2020 byl lídrem kandidátky KSČM ve Středočeském kraji. Avšak neuspěl, strana se do zastupitelstva vůbec nedostala.
Ve volbách do Evropského parlamentu v červnu 2024 kandidoval jako člen KSČM na 17. místě kandidátky uskupení „STAČILO!, koalice KSČM, SD-SN a ČSNS“. Získal 308 preferenčních hlasů a stal se tak 15. náhradníkem.
V krajských volbách v roce 2024 byl zvolen jako člen KSČM po čtyřleté pauze zastupitelem Středočeského kraje, a to na kandidátce subjektu „STAČILO! - SPOJENÁ LEVICE KSČM, ČSSD a ČSNS“.
Ve sněmovních volbách v roce 2025 kandiduje na 6. místě kandidátní listiny hnutí Stačilo! ve Středočeském kraji.